# Ahmes (escriba)

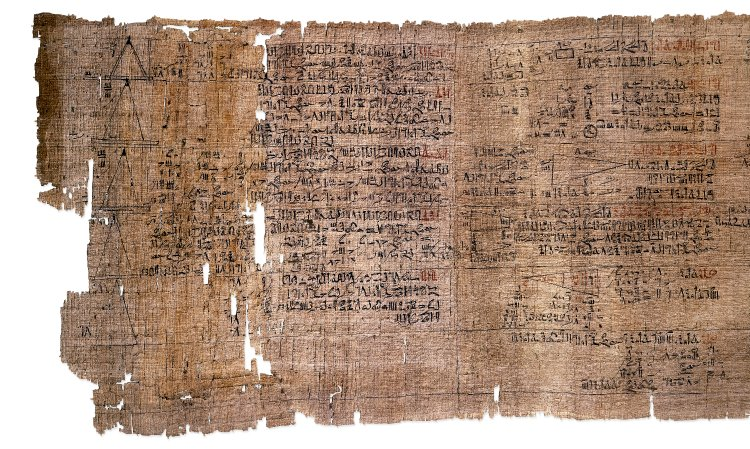
Fragment del papir Rhind al Museu Britànic

Ahmes (o Aahmesu) va ser un antic escriba egipci que va viure durant el Segon Període Intermedi i el començament de la dinastia XVIII (la primera dinastia de l'Imperi Nou). Va ser el copista del Papir de Rhind, un treball de matemàtiques de l'antic Egipte que data d'aproximadament del 1650 aC possiblement en el regnat de l'hikse Apofis, si bé els autors originals del qual són encara desconeguts.
Ahmes va ser el primer contribuent a les matemàtiques del qual coneixem el nom. En el papir es tracta de números fraccionaris ordinaris, de les equacions de primer grau amb una incógnita (han), que en la seva forma {\displaystyle {\frac {a}{b}}x=c} va resoldre pel mètode la falsa posició, i de la determinació d'àrees i volums. És notable el seu càlcul de l'àrea del cercle que compara amb la d'un quadrat de costat igual al diàmetre disminuït en 1/9; el papir inclou també uns suggeriments valuosos sobre les sèries aritmètiques i geomètriques.